# Renato Olmi
Renato Olmi (12. juli 1914 - 15. maj 1985) var en italiensk fodboldspiller (midtbane).
Olmi blev verdensmester med Italiens landshold ved EM 1938 i Frankrig, omend han ikke var på banen i nogen af italienernes fire kampe i turneringen. Han nåede at spille tre landskampe, tre venskabskampe i 1940. På klubplan spillede han for blandt andet Ambrosiana-Inter og Juventus.